# Isaac ibn Gikatilla
Isaac ibn Gikatilla est un grammairien hébraïsant, poète et philosophe juif andalou du Xe siècle.

## Éléments biographiques
Isaac ibn Gikatilla a vécu à Lucena, dont il est peut-être originaire. Son nom, Gikatilla, est dérivé de Chiquitilla, équivalent espagnol de l'hébreu HaQatan (« le jeune » ou « le petit »).
Disciple de Menahem ben Sarouq, il compose, avec Isaac ben Kaprun et un certain Juda ben David, dont il est généralement admis qu'il s'agit de Hayyuj, un traité dans le but de défendre la réputation de leur maître contre les critiques de Dounash ben Labrat auxquelles Menahem, mort peu après, n'a pas pu répondre.
Moïse ibn Ezra le classe parmi les poètes de la « seconde génération, » dont la noblesse et la pureté de langage surpassent celle des pionniers, parmi lesquels Dounash, Menahem, Ibn Kaprun et Hayyuj. 
Il est cependant principalement connu pour avoir été l'un des maîtres de Yona ibn Jannah, dont il a probablement développé le goût pour la lexicographie hébraïque.

## Œuvre
Aucune œuvre d'Isaac ibn Gikatilla n'est connue de nos jours. Il est cependant cité par plusieurs auteurs, dont Yona ibn Jannah, Juda ibn Balaam, dans son commentaire sur le Pentateuque, et David Kimhi, dans son Mikhlol.